# 比莉·法爾斯
比莉·法爾斯（英語：Billie Faiers，1990年1月14日—）是一位英國女演員、魅力模特兒和電視名流。較知名的是2010年至2016年間在英國真人實境秀《埃塞克斯是唯一的生活方式》中參演。
她是女演員珊·法爾斯的姊姊。

## 早期生活
比莉·法爾斯出生於埃塞克斯郡布倫特伍德。父母為Suzanne“Sue”Wells和Lee Faiers。當父母離婚時，法爾斯的年紀還很小，母親後來嫁給David Chatwood。
妹妹珊·法爾斯也是名演員，兩人都曾上過真人秀《埃塞克斯是唯一的生活方式》。
她的三圍是30H-24-32（H罩杯），比妹妹32D罩杯的胸圍還大上許多。法爾斯的胸圍以前都被記作28G，但於2012年4月，在《Entertainmentwise》和《The Daily Star》的報導中，她的胸圍皆記為30H。

## 職業生涯
2010年至2016年間，法爾斯在英國真人實境秀《埃塞克斯是唯一的生活方式》中參演。
2011年5月，法爾斯與妹妹珊一起為《Nuts》拍攝泳裝照。

## 個人生活
法爾斯自2011年起便與格雷格·謝潑德（Greg Shephard）開始交往，兩人於2014年2月結婚，並育有一女Nelly Samantha Shepard（2014年7月10日出生）和一子（2017-03-07）。

## 作品
| 年份      | 標題                          | 角色   | 附註         |
| --------- | ----------------------------- | ------ | ------------ |
| 2010-2016 | 埃塞克斯是唯一的生活方式      | 她自己 | 電真人實境秀 |
| 2011      | 放盪女性                      | 她自己 | 電視劇       |
| 2012      | Daybreak                      | 她自己 | 電視遊戲節目 |
| 2014      | Big Brother's Bit on the Side | 她自己 | 電視劇       |

## 外部連結
- 比莉·法爾斯在互联网电影资料库（IMDb）上的資料（英文）
- 比莉·法爾斯的X（前Twitter）